# Anomala semicingulata
Anomala semicingulata är en skalbaggsart som beskrevs av Ohaus 1914. Anomala semicingulata ingår i släktet Anomala och familjen Rutelidae. Inga underarter finns listade i Catalogue of Life.